# Anitra Lucander
Anitra Ingeborg Maria Lucander, född 23 januari 1918 i Helsingfors, död 2 maj 2000, var en finländsk målare.
Anitra Lucander utbildade sig vid Fria konstskolan under Sam Vanni och Unto Pusa. Hon var den första bland dem som utövade abstrakt konst i Finland efter kriget och betraktas som modernist. I milda färger och med mjuka konturer målade hon motiv på gränsen mellan föreställande och abstrakt.
Hon donerade 1983 teckningar och grafik till Helsingfors konstmuseum. Hennes verk finns också representerade bland annat i Imatra konstmuseum, Amos Andersons konstmuseum, Saastamoinenstiftelsens samlingar, Kajana konstmuseum och Konstmuseet Ateneum.
Anitra Lucander tilldelades Pro Finlandia-medaljen 1969.
Hon är begravd på Sandudds begravningsplats i Helsingfors.